# Thecla letha
Thecla letha är en fjärilsart som beskrevs av Watson 1896. Thecla letha ingår i släktet Thecla och familjen juvelvingar. Inga underarter finns listade i Catalogue of Life.